# Szent Melissza
Marcianopolisi Melissa (126. február 28. – Marcianopolis, 157. szeptember 16. ) a keresztény hagyományok szűz és legendás mártírja volt. A legenda szerint az Itáliai-félszigetről származó misszionárius volt, és Marcianopolisban élt azzal a küldetéssel, hogy evangelizáljon más népeknek, ugyanakkor, amikor Trákia, a város régióját, Antiochosz kormányzó ellenőrizte. Antoninus Pius császár üldöztetése során ő ölte meg mártírhalált. Liturgikus ünnepét szeptember 16-án ünneplik. 